# Тіріякі Віктор Захарович
Віктор (Давид) Захарович Тіріяки (2 травня 1955, Євпаторія, СРСР) — Голова Духовного Управління релігійних організацій караїмів України, керівник караїмської релігійної громади Євпаторії, газзан, лауреат премії ім. С. Е. Дувана, заслужений працівник культури АР Крим.

## Біографія
Народився в місті Євпаторія у сім'ї караїмів. Після закінчення в 1977 році Одеського інженерно-будівельного інституту зайнявся вивченням караїмської релігії, історії, літератури та мови. З 1991 року керує Євпаторійською караїмською релігійною громадою. За його ініціативою було створено фонд відбудови Малої кенаси в Євпаторії. У 1998—1999 роках керував загальбудівельними роботами з відновлення Малої кенаси, брав активну участь у відновленні Великої кенаси (2005). У політичних партіях не перебував.
13 лютого 2011 в Євпаторії на IV конференції Духовного Управління релігійних організацій караїмів України Тіріякі був обраний Головою Духовного Управління релігійних організацій караїмів України. У листопаді здійснив паломництво в Святу землю.

## Публікації
Книги:
- Тирияки Д. З. Караимские кенасы Евпатории. — Севастополь: Библекс, 2008. — 40 с. (ISBN 978-966-2950-04-5)
- Tiriyaki D. Complex of the karaite kenasa in Eupatoria. — Eupatoria, 2007. — 32 p.
- Тирияки В. З. Субботние молитвы по обряду крымских караимов. — Евпатория, 2002. — 206 с.
- Тирияки В. З. Легенды и предания крымских караимов. — Евпатория, 2002. — 84 с.
- Tiriyaki D. Complex of the karaite kenasa in Evpatoria. — Evpatoria, 2013. — 32 p. (ISBN 966-8236-06-8)
- Тирияки Д., Ельяшевич В. Календарь караимских праздников, постов и отличительных суббот на 5774 −5778 гг. от Сотворения Мира (2013—2018). — Евпатория, 2013. — 40 с. (ISBN 966-8236-08-9)

Журнали і конференції:
- Тирияки В. З. Сохранение религиозных традиций караимов Галича на рубеже XX—XXI // Караимы Галича: история и культура. Львов-Галич, 2002, с. 76-83.
- Тирияки В. З. Некоторые особенности караимского перевода Декалога в издании Танаха 1841 г. // Karaj kiunlari, Wroclaw, 2004, c.253-258.
- Тирияки В. З., Павленкова Н. В. Традиционные изделия из теста у крымских караимов // Хлеб в народной культуре. М., 2004, с.323-341.
- Тирияки В. З., Павленкова Н. В. Пасхальные традиции крымских караимов // Крымский республиканский краеведческий музей. V Таврические научные чтения, г. Симферополь, 21 мая 2004 г. Сб. материалов М-во культуры АРК. — Симферополь, 2005. — С. 124—131.
- Тирияки В. З. Приключения Эльягу. Караимская народная сказка // Брега Тавриды № 2, 2006, с.290-296.
- Tiriyaki V. Complex of the Karaite kenassas in Eupatoria // Karaite kenassas around the world — International Institute of Crimean Karaites, 2006.
- Тирияки В. З. Караимы как религиозная и этническая общность. Этногенез и становление вероучения // Вера. Этнос. Нация. М., 2007, с. 280—287.
- Тирияки В. З. Крымские караимы: прошлое и настоящее // Вера. Этнос. Нация. М., 2007, с. 287—299.
- Тирияки Д. Ищите тщательно в Библии и не полагайтесь на мое мнение // Caraimica № 1, International Institute of Crimean Karaites, 2007.
- Тирияки Д. О Б. С. Ельяшевиче // Caraimica № 3, International Institute of Crimean Karaites, 2007.
- Тирияки, В. З. Крымские караимы: прошлое, настоящее, будущее / В. З. Тирияки // Архив наследия − 2007 : науч. сб. − М. : Институт наследия, 2008. − С. 133—160. − ISBN 978-5-86443-144-3.
- Тирияки Д. Вести из Евпатории // Caraimica № 5, International Institute of Crimean Karaites, 2008.
- Тирияки Д. О локализации местности «БОРК» в пространной редакции ответного письма хазарского царя Иосифа // Семинар в Майами, США. Караимы и хазары. International Institute of Crimean Karaites, 2008.
- Гаркавец А., Тирияки В. Караимский молитвенник // Caraimica № XII, International Institute of Crimean Karaites, 2009.
- Тирияки Д.З, Тирияки В. Д. Караимские брачные договоры в фондах музея истории и этнографии крымских караимов им. С. И. Кушуль. Х Таврические научные чтения. — Симферополь, 2009. — ч. 2, с. 131—143.
- Тирияки Д. Евпаторийское издание Танаха на караимском языке // Caraimica № XIII, International Institute of Crimean Karaites, 2010.
- Тирияки Д. Караимские брачные договоры в фондах караимского музея города Евпатории. INTERNATIONAL SYMPOSIUM ON THE KARAITE STUDIES. BILECIK/TǕRKIYE — 2011.
- Tiriyaki D. Zur Lage Der Burg «Bur-Q» Im Driefe Des Chasarenkőnigs Joseph. INTERNATIONAL SYMPOSIUM ON THE KARAITE STUDIES. BILECIK/TǕRKIYE — 2011.
- Tiriyaki D. Complex of the Karaite Kenasa in Yeupatoria. INTERNATIONAL SYMPOSIUM ON THE KARAITE STUDIES. BILECIK/TǕRKIYE — 2011.
- Тирияки Д. Живая традиция // Известия Духовного Управления Караимских Религиозных Организаций Украины. № 2 (11), Евпатория, 2012.
- Х. Д. [Тирияки Д.] «Карай битиклиги»: история и современность // Известия Духовного Управления Караимских Религиозных Организаций Украины. № 2 (11), Евпатория, 2012.
- Тирияки В. Локализация топонима «Бур-К» в письме хазарского царя Иосифа // Известия Духовного Управления Караимских Религиозных Организаций Украины. № 2 (11), Евпатория, 2012.
- Тирияки Д. «Авне зиккарон» на русском языке // Известия Духовного Управления Караимских Религиозных Организаций Украины. № 3 (12), Евпатория, 2012.
- Тирияки Д. Дубы в сакральном пространстве караимов // Известия Духовного Управления Караимских Религиозных Организаций Украины. № 3-4, Евпатория, 2012.
- Тирияки Д. Основы вероисповедания крымских караимов // Культурно-духовные основы исторической судьбы крымских караимов: традиции и современность. Мелитополь: Изд. дом МГТ, 2012.
- Тирияки Д. Литературное наследие И. И. Казаса в «Карай битиклиги» // Известия Духовного Управления Караимских Религиозных Организаций Украины. № 6, Евпатория, 2013.
- Тирияки Д. К 140-летию со дня рождения гахама С. М. Шапшала // Известия Духовного Управления Караимских Религиозных Организаций Украины. № 7, Евпатория, 2013.

Газетні публікації:
- Тирияки В. З. Поездка в Галич // Караимские вести № 16, 1995.
- Тирияки В. З. Камо грядеши… Спасский? // Крымское время. 18.12.1996.
- Тирияки В. З. Памяти С. И. Кушуль // Караимские вести, № 29, 1997,
- Тирияки В. З. Восстановление кенаса в Евпатории. // Караимские вести № 50, 1999.
- Тирияки В. З. О нем слагают легенды // Евпаторийская здравница, 15.11.2001.
- Тирияки В. З. В святых днях — душа народа // Караимская газета, май 2003.
- Тирияки В. З. Княжья милость. Легенда // Караимская газета, май 2003.
- Тирияки В. З. Ищите тщательно в Библии и не полагайтесь на мое мнение // Караимская газета, сентябрь 2005.
- Тирияки В. З. Голос этого давула не забудется… // Караимская газета, сентябрь 2005.
- Тирияки В. З. Подвиг духа // Евпаторийская здравница, 11.04.2006.